# Grevillea variifolia
Grevillea variifolia är en tvåhjärtbladig växtart. Grevillea variifolia ingår i släktet Grevillea och familjen Proteaceae.

## Underarter
Arten delas in i följande underarter:
- G. v. bundera
- G. v. variifolia